# Jacinto City
La ville de Jacinto City est située dans le comté de Harris, dans l’État du Texas, aux États-Unis. Elle comptait 10 553 habitants lors du recensement de 2010.

## Source
- (en) Cet article est partiellement ou en totalité issu de l’article de Wikipédia en anglais intitulé « Jacinto City, Texas » (voir la liste des auteurs).